# ديك بوش
ديك بوش (بالإنجليزية: Dick Bush)‏ هو مصور سينمائي بريطاني، ولد في 2 ديسمبر 1931 في ديفونبورت،ديفون في المملكة المتحدة، وتوفي في 4 أغسطس 1997 في West Devon ‏ في المملكة المتحدة.

## وصلات خارجية
- ديك بوش على موقع IMDb (الإنجليزية)
- ديك بوش على موقع ألو سيني (الفرنسية)
- ديك بوش على موقع أول موفي (الإنجليزية)
- ديك بوش على موقع قاعدة بيانات الأفلام السويدية (السويدية)
- ديك بوش على موقع قاعدة بيانات الفيلم (الإنجليزية)
- ديك بوش على موقع كينوبويسك (الروسية)